# Schizophrenia (album Sepultury)
Schizophrenia – drugi album grupy Sepultura wydany 30 października 1987 nakładem Cogumelo Records.

## Lista utworów
Opracowano na podstawie materiału źródłowego.
| Nr  | Tytuł utworu                     | Długość |
| --- | -------------------------------- | ------- |
| 1.  | „Intro”                          | 0:31    |
| 2.  | „From the Past Comes the Storms” | 4:55    |
| 3.  | „To the Wall”                    | 5:36    |
| 4.  | „Escape to the Void”             | 4:38    |
| 5.  | „Inquisition Symphony”           | 7:13    |
| 6.  | „Screams Behind the Shadows”     | 4:48    |
| 7.  | „Septic Schizo”                  | 4:31    |
| 8.  | „The Abyss”                      | 1:01    |
| 9.  | „R.I.P. (Rest in Pain)”          | 4:36    |
| 10. | „Troops of Doom”                 | 3:17    |
|     |                                  | 41:06   |

## Twórcy
Opracowano na podstawie materiału źródłowego.
| Zespół Sepultura w składzie - Max Cavalera - śpiew, gitara rytmiczna - Andreas Kisser - gitara prowadząca - Paulo Jr. - gitara basowa - Igor Cavalera - perkusja | Dodatkowi muzycy - Paolo Gordo - skrzypce - Henrique - instrumenty klawiszowe | Inni - Tarso Senra - mastering, inżynieria dźwięku - Ibsen - oprawa graficzna - Fabiana - zdjęcia - Jeff Daniels - produkcja muzyczna (reedycja) - George Marino - mastering (reedycja) |

## Opis
Materiał na płytę został zarejestrowany w sierpniu 1987 w João Guimarães Studio w Belo Horizonte. Był to pierwszy album nagrany z nowym gitarzystą prowadzącym Andreasem Kisserem. Przy okazji nagrania płyty nowego kształtu nabrało wtedy logo. 
Utwór „To the Wall” odnosi się do zatrzymania za nieposiadanie dowodów osobistych Maxa i Igora Cavalera oraz Paolo Jr. przez policję w Belo Horizonte, po czym cała trojka była przez sześć godzin osadzona w areszcie. Tekst tej piosenki napisali Max Cavalera oraz wokalista grupy Chakal, Vladimir Korg. Autorem słów do „Escape to the Void” był Andreas Kisser. Prawdopodobnie treścią tej piosenki Max Cavalera zainspirował się nadając tytuł całej płyty. Utwór „From the Past Comes the Storms” pierwotnie nosił tytuł „From the Past Reborns the Storms”. Muzycznie styl Sepultury odchodził od brzmień black i death metalowych, a stawał się jednoznacznie thrashmetalowy. Pod względem tekstowym twórczość Sepultury odchodziła od powszechnej tematyki grup metalowych, a skupiała się bardziej na rzeczywistości i własnych doświadczeniach. Mimo tego w tekstach nadal były zawarte treści fantastyczne.
Schizophrenia została pierwotnie wydana w wersji na winyli oraz na CD. Płyta zyskała entuzjastyczne przyjęcie wśród słuchaczy i wkrótce rozeszła się w liczbie 10 tys. egzemplarzy. W 1988 album został nielegalnie wydany w Niemczech przez wytwórnię Shark Records. W 1990 nakładem Roadracer Records wydano edycję płyty na winylu, do której dołączono piosenkę „Troops of Doom”. W 1997 ukazała się wersja zremasterowana albumu nakładem Roadrunner Records, do której dołączono utwory: „The Past Reborns The Storms” (demo), „Septic Schizo” (Rough Mix), „To The Wall” (Rough Mix).